# Євдоченко Леонід Олександрович
Леонід Олександрович Євдоченко (нар. 11 червня 1971, Чорнобиль, Київська область, Україна) — український державний діяч. Екс Голова Державної служби спеціального зв’язку та захисту інформації України (з 1 липня 2015 до 12 жовтня 2019 року), генерал-лейтенант.

## Біографія
1993 рік — закінчив Київський військовий інститут управління і зв'язку за спеціальністю «Системи і засоби радіозв'язку».
1993—2006 роки — служба на офіцерських посадах у підрозділах ГУУЗ СБУ, ДСТСЗІ СБУ.
2006 рік — закінчив Національну академію державного управління при Президентові України за спеціальністю «Державне управління».
2006—2009 роки — начальник Науково-технічного управління Служби безпеки України.
2009—2013 роки, 2014—2015 роки — директор Українського науково-дослідного інституту спеціальної техніки та судових експертиз Служби безпеки України.
2015-2019 - Голова Державної служби спеціального зв'язку та захисту інформації України.
PhD з державного управління (з 2011 року).